# Kamalia
Kamalia (Urdu کمالیہ) ist eine Stadt im Distrikt Toba Tek Singh in der Provinz Punjab in Pakistan. Sie ist das Verwaltungszentrum des gleichnamigen Tehsil Kamalia.

## Bevölkerungsentwicklung
| Zensusjahr | Einwohnerzahl |
| ---------- | ------------- |
| 1972       | 50.934        |
| 1981       | 61.107        |
| 1998       | 97.324        |
| 2017       | 135.641       |

## Geschichte
Seit dem 4. Jahrhundert ist dieser Ort bekannt. Im 14. Jahrhundert war der Ortsname "Kot Kamalia". Während des indischen Aufstands von 1857 hielten die Einheimischen die Gemeinde eine Woche lang. Nach der Unabhängigkeit Pakistans wanderten die Minderheiten der Hindus und Sikhs nach Indien aus, während sich muslimische Flüchtlinge aus Indien in Kamalia niederließen.

## Galerie

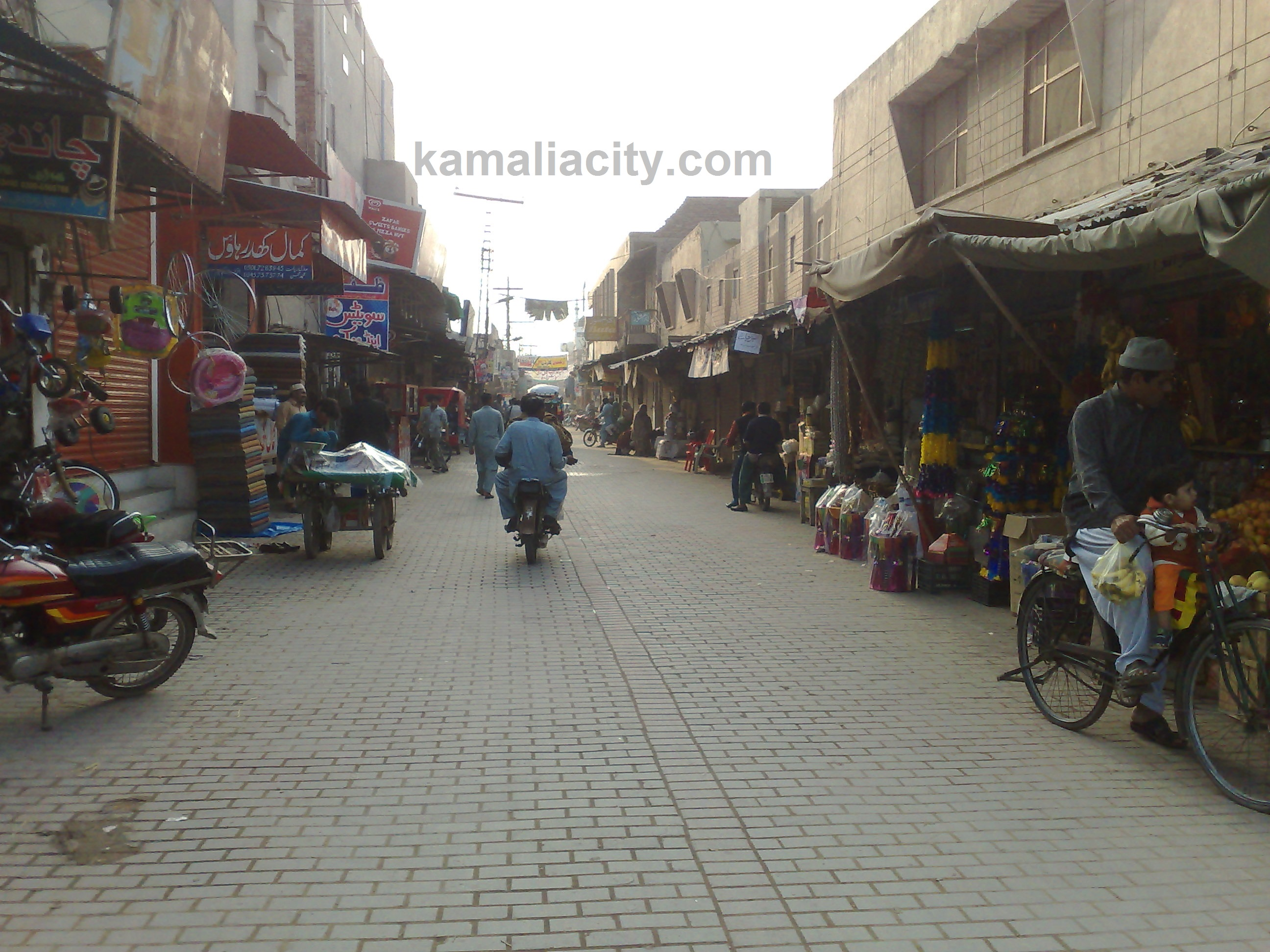
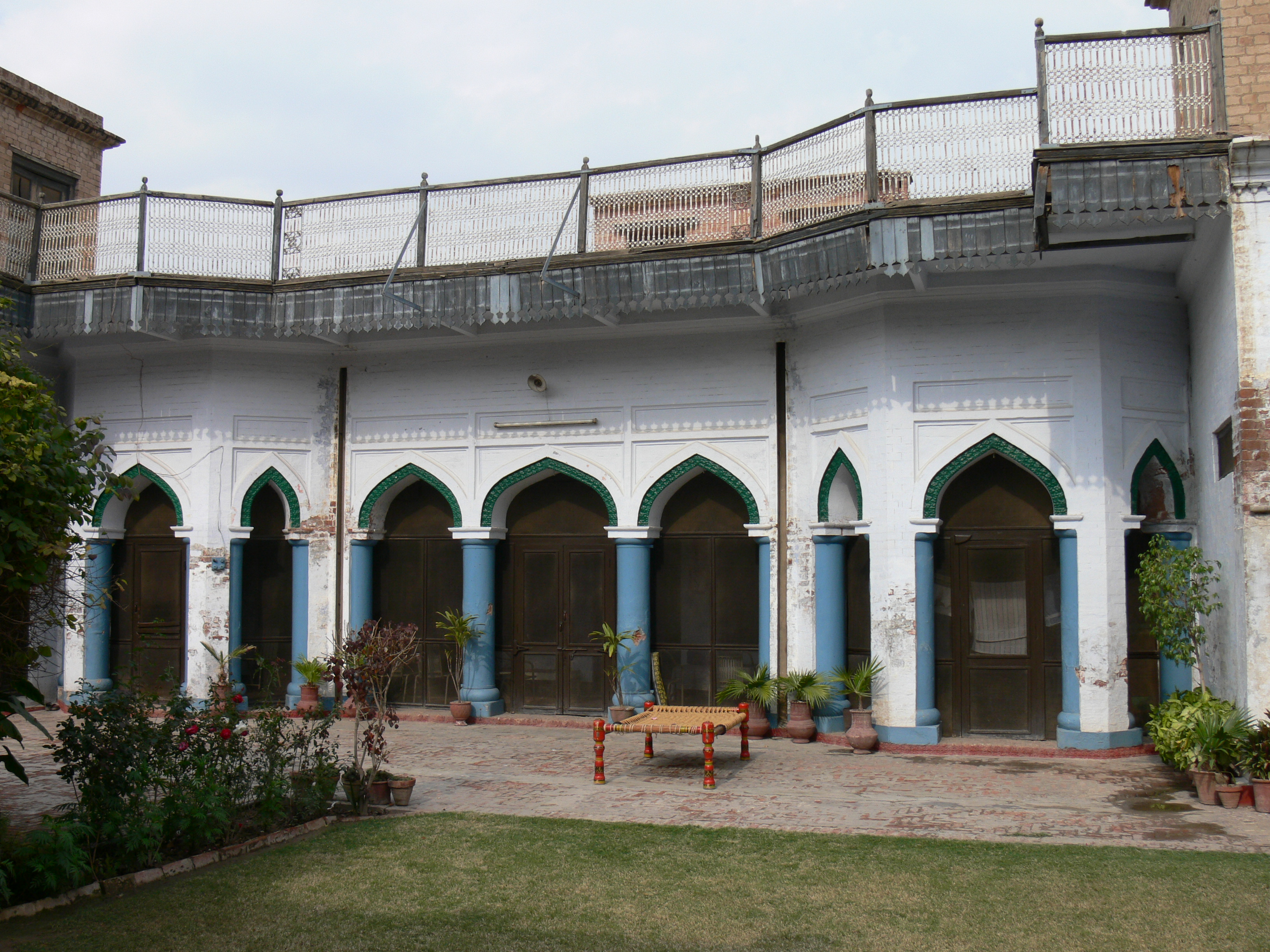